# Černá Opava
Die Černá Opava (deutsch Schwarze Oppa) ist der linke Quellfluss der Opava in Tschechien.

## Verlauf
Die Černá Opava entspringt am Westhang des Orlík (Urlichkoppe, 1203 m) am Sattel Kristovo loučení im Altvatergebirge. Sie fließt zunächst an der Opavská chata und dem russischen Waldfriedhof vorbei nach Norden und wendet sich am Kazatelny (925 m) nach Nordosten. Die Černá Opava umfließt den Zámecký vrch (933 m) mit den Resten der Burg Koberštejn (Koberstein) und ändert dann ihre Richtung nach Süden. In ihrem tiefen Tal liegen die Ortschaften Drakov und Mnichov. Zwischen Mnichov, Železná und Vrbno pod Pradědem vereinigt sich die Černá Opava nach 14,4 Kilometern im Talkessel von Vrbno pod Pradědem mit der Střední Opava zur Opava.
Nördlich des Zámecký vrch führt von Starý Rejvíz der Naturlehrpfad Údolím lapků z Drakova entlang des Baches bis nach Vrbno pod Pradědem. Ab dem Hegerhaus Drakov ist die Černá Opava auf den unteren sieben Kilometern befahrbar.

## Zuflüsse
- Bublavý potok (l), aus dem Hochmoor Malé mechové jezírko (Kleiner Sühnteich) bei Starý Rejvíz
- Podzámecký potok (r), an der Chata "U Rejvízkého mostu"
- Slučí potok (r), gegenüber der wüsten Burg Drakov (Drachenburg)
- Sokolí potok (r), am ehemaligen Josefský Hamr
- Rudná (r), oberhalb Mnichov
- Rudný potok (l), Mnichov
- Suchý potok (r), Mnichov